# Собственный полупроводник
Со́бственный полупроводни́к или полупроводник i-типа или нелеги́рованный полупроводник (англ. intrinsic — собственный) — это чистый полупроводник, концентрация донорных или акцепторных примесей в котором не превышает 10−8 … 10−9%. Концентрация дырок в нём всегда равна концентрации свободных электронов, так как они определяется не легированием, а собственными свойствами материала, а именно ионизацией атомов в кристаллической структуре термическим возбуждением, внешним излучением и дефектами кристаллической структуры.
Современная технология позволяет получать полупроводниковые материалы с высокой степенью очистки.
По форме энергетических зон полупроводники разделяются на непрямозонные полупроводники, например  кремний в котором комнатной температуре концентрация носителей заряда (свободных электронов {\displaystyle n_{i}} и дырок {\displaystyle p_{i}}) равны:  {\displaystyle n_{i}=p_{i}=1{,}4\cdot 10^{10}} см−3, германий в котором при комнатной температуре концентрация носителей заряда  {\displaystyle n_{i}=p_{i}=1{,}4\cdot 10^{13}} см−3. Примером прямозонного полупроводника является арсенид галлия.
Собственный полупроводник имеет собственную электропроводность, обусловленную подвижностью свободных  электронов и дырок. Если к образцу полупроводника не приложено напряжение, то электрическое поле в нём равно нулю, электроны и дырки совершают хаотическое тепловое движение и электрический ток равен нулю. При приложении напряжения в образцу в полупроводнике возникает электрическое поле, которое вызывает ток, называемый дрейфовым током {\displaystyle i_{\text{др}}.} Полный дрейфовый ток является суммой электронного и дырочного токов:
{\displaystyle i_{\text{др}}=i_{n}+i_{p},}
где индекс {\displaystyle n} указывает на электронный ток, а {\displaystyle p} — на дырочный.
Удельное сопротивление полупроводника зависит от концентрации носителей и от их подвижности, как следует из простейшей модели электропроводности Друде.
В полупроводниках при повышении температуры вследствие генерации электрон-дырочных пар концентрация электронов в зоне проводимости и дырок в валентной зоне увеличивается значительно быстрее, нежели уменьшается их подвижность от роста температуры, поэтому с повышением температуры электрическая проводимость растет.
Процесс гибели электрон-дырочных пар называется рекомбинацией. В  полупроводнике одновременно происходят  процессами рекомбинации и генерации и если скорости их равны, то говорят что полупроводник находится в равновесном состоянии.
Концентрация носителей заряда порождаемых термической ионизацией зависит от ширины запрещённой зоны, поэтому количество носителей тока в собственных полупроводниках мало́ по сравнению носителей в легированных полупроводниках, так как ширина запрещенной зоны намного больше чем энергия ионизации легирующих примесей и поэтому сопротивление собственного полупроводника значительно выше.

## Расчет равновесной концентрации свободных носителей заряда
Количество разрешённых состояний для электронов в зоне проводимости (определяемая плотностью состояний) и вероятность их заполнения (определяемая функцией Ферми — Дирака) и соответственные величины для дырок задают концентрации собственных электронов {\displaystyle n_{i}} и дырок {\displaystyle p_{i}} в полупроводнике:
{\displaystyle n_{i}=N_{c}\exp {\frac {-(E_{c}-E_{F})}{kT}},}
{\displaystyle p_{i}=N_{v}\exp {\frac {E_{v}-E_{F}}{kT}},}
где {\displaystyle N_{c}} и {\displaystyle N_{c}}  — константы определяемые свойствами полупроводника,
{\displaystyle E_{c}} и {\displaystyle E_{v}} — энергии дна зоны проводимости и потолка валентной зоны соответственно,
{\displaystyle E_{F}} — неизвестный уровень Ферми,
{\displaystyle k} — постоянная Больцмана,
{\displaystyle T} — абсолютная температура.
Из условия электронейтральности (отсутствия объёмного заряда в полупроводнике)  {\displaystyle n_{i}=p_{i}} для собственного полупроводника можно определить положение уровня Ферми:
{\displaystyle E_{F}={\frac {E_{c}+E_{v}}{2}}+{\frac {kT}{2}}\ln {\frac {N_{v}}{N_{c}}}\approx {\frac {E_{c}+E_{v}}{2}}.}
Из выражения следует, что в собственном полупроводнике уровень Ферми находится вблизи середины запрещённой зоны. Это даёт для концентрации собственных носителей:
{\displaystyle n_{i}=p_{i}={\sqrt {N_{c}N_{v}}}\exp {\frac {-E_{g}}{2kT}},}
где {\displaystyle E_{g}=E_{c}-E_{v}} — ширина запрещённой зоны.
{\displaystyle N_{c}} и {\displaystyle N_{v}} определяются выражениями:
{\displaystyle N_{c}=2\left({\frac {m_{c}kT}{2\pi \hbar ^{2}}}\right)^{3/2}=\left({\frac {m_{c}}{m_{0}}}\right)^{3/2}\left({\frac {T}{300}}\right)^{3/2}\times 2{,}5\times 10^{19}\ ({\text{cm}}^{-3}),}
{\displaystyle N_{v}=2\left({\frac {m_{v}kT}{2\pi \hbar ^{2}}}\right)^{3/2}=\left({\frac {m_{v}}{m_{0}}}\right)^{3/2}\left({\frac {T}{300}}\right)^{3/2}\times 2{,}5\times 10^{19}\ ({\text{cm}}^{-3}),}
где {\displaystyle m_{c}} и {\displaystyle m_{v}} — эффективные массы электронов и дырок в полупроводнике соответственно,
{\displaystyle \hbar } — редуцированная постоянная Планка.
Отсюда видно, что чем шире запрещённая зона полупроводника, тем меньше собственных носителей генерируется при данной температуре, и чем выше температура, тем больше носителей в полупроводнике.